# 太原师范学院
37°53′04″N 112°33′32″E / 37.88445°N 112.55891°E
太原师范学院，简称太师学院，是一所位于山西省太原市的普通师范类本科院校，学校创建于1999年3月，隶属于山西省教育厅。

## 历史
太原师范学院位于山西省省会太原市，学校创建于1999年3月，由原山西大学师范学院、太原师范专科学校、山西省教育学院经过重新整合组建而成。山西大学师范学院始于1988年，是山西大学的一个本科院系，在原中国人民解放军海军电子工程学院校址上（太原市迎泽区大营盘）成立。太原师范专科学校建于1958年，其历史可追溯至1905年创办的山西省官立师范学堂，官立师范学堂几经更名，至1953年时改名为“山西省立太原第一师范学校”。1958年8月，太原第一师范学校与太原市进修学校、太原第二师范三校合并，建立太原师范专科学校，址设太原城内侯家巷（山西大学堂旧址）。山西省教育学院创立于1929年，校址初设国民师范旧址，后来搬迁至小店区黄陵路西巷。
太原师范学院是一所本科师范院校。2013年8月，太原师范学院正式被中华人民共和国教育部批准为具有硕士学位授予单位，三个一级学科地理学、数学、中国语言文学成为硕士学位授权学科。
太原师范学院设有一个中外合办的中加希尔克学院，合作方是加拿大不列颠哥伦比亚的一所社区学院希尔克学院。中加希尔克学院的前身是1997年4月28日山西省人民政府批准设立的“山西大学师范学院外国语专科部”，是山西省首个中外合办的专科。2009年12月3日山西省人民政府批准将合作方改为加拿大希尔克学院，并将“太原师范学院外国语专科部”改名为“太原师范学院中加希尔克学院”，2010年5月7日在中国教育部完成备案。

## 校园
太原师范学院有四个校区。太原师范学院占地面积总计1,233,695平方米，北、中、南三个旧校区总占地面积为361,252平方米，新校区占地面积872,443平方米。北校区位于太原市迎泽区侯家巷（山西大学堂旧址）。中校区位于太原市迎泽区南内环街189号（大营盘）。南校区位于太原市小店区黄陵。新校区位于晋中市榆次区北部的山西省高校新校区西北角，占地面积1569.21亩，投资20亿人民币。2013年9月，新校区投入使用。

## 院系设置
- 文学院
- 地理科学学院
- 中加希尔克学院
- 管理系
- 数学系
- 生物系
- 物理系
- 化学与材料学院
- 教育系
- 外语系
- 美术与影视学院
- 设计系
- 舞蹈系
- 音乐系
- 经济与管理学院
- 历史与文博学院
- 马克思主义学院
- 体育系
- 计算机科学与技术学院
- 法律系